# Renaat Van Bulck
Renaat Jan Frans Van Bulck, né le 12 octobre 1908 à Boom et mort le 2 mars 1972 à Terhagen fut un homme politique belge, membre du CVP.
Van Bulck fut employé des impôts (-1929), employé de banque (1929-40), receveur communal (1931-), employé de fiduciaire (1945-50) et comptable; président local de l'ACW. 
Il fut élu sénateur de l'arrondissement d'Anvers (1954-1961; 1965-1971).

## Distinctions
- Médaille civique 2e classe;
- Croix civique 1re classe;
- Chevalier de l'ordre de Léopold.